# Hans Moravec
Hans Peter Moravec (* 30. November 1948 in Kautzen, Österreich) ist ein kanadischer Wissenschaftler auf dem Gebiet der Robotik an der Carnegie Mellon University in Pittsburgh, Pennsylvania, USA.

## Leben
Moravec ging zwei Jahre zum Loyola College, einer Bildungseinrichtung der Jesuiten in Montreal, Quebec, und studierte  dann an der Acadia University in Wolfville, Provinz Nova Scotia. Er promovierte 1980 an der Stanford University zum Doctor of Philosophy durch die Entwicklung eines ferngesteuerten, mit einer Fernsehkamera ausgerüsteten Roboters, der durch einen Computer gesteuert wurde. Er stellte das Moravec’sche Paradox auf und gilt als Vorreiter in der Roboterentwicklung. Bekannt wurde er mit Veröffentlichungen zur künstlichen Intelligenz und zum Transhumanismus.
2003 war er Mitbegründer der SEEGRID Corporation, einem Roboter-Unternehmen, das sich die Entwicklung von autonomen Robotern zum Ziel gesetzt hat.

## Publikationen
Seine populärwissenschaftlichen Bücher in deutscher Sprache sind:
- Mind Children. Der Wettlauf zwischen menschlicher und künstlicher Intelligenz.[2]
- Computer übernehmen die Macht[3]

Moravec hat die Entwicklung vom Roboter zu einer intelligenten Spezies – auch unter Bezugnahme auf die Ideen Isaac Asimovs – aufgrund des Mooreschen Gesetzes für 2030–2040 vorhergesagt. Seine technologische Vision beschrieb Moravec in Computer übernehmen die Macht wie folgt:

„Ich sehe diese Maschinen als unsere Nachkommen. Im Augenblick glaubt man das kaum, weil sie eben nur so intelligent sind wie Insekten. Aber mit der Zeit werden wir das große Potential erkennen, das in ihnen steckt. Und wir werden unsere neuen Roboterkinder gern haben, denn sie werden angenehmer sein als Menschen. Man muß ja nicht all die negativen menschlichen Eigenschaften, die es seit der Steinzeit gibt, in diese Maschinen einbauen. Damals waren diese Eigenschaften für den Menschen wichtig. Aggressionen etwa brauchte er, um zu überleben. Heute, in unseren großen zivilisierten Gesellschaften machen diese Instinkte keinen Sinn mehr. Diese Dinge kann man einfach weglassen – genauso wie den Wesenszug der Menschen, daß sie ihr Leben auf Kosten anderer sichern wollen. Ein Roboter hat das alles nicht. Er ist ein reines Geschöpf unserer Kultur und sein Erfolg hängt davon ab, wie diese Kultur sich weiterentwickelt. Er wird sich also sehr viel besser eingliedern als viele Menschen das tun. Wir werden sie also mögen und wir werden uns mit ihnen identifizieren. Wir werden sie als Kinder annehmen – als Kinder, die nicht durch unsere Gene geprägt sind, sondern die wir mit unseren Händen und mit unserem Geist gebaut haben.“

## Trivia
In Dan Simmons Science-Fiction-Romanen Illium und Olympos heißen autonome mechanisch-biologische Wesen Moravecs, er selber wird auch im Roman als Ursprung des Namens benannt.